# NGC 1124
NGC 1124 ist eine linsenförmige Galaxie vom Hubble-Typ SB0 im Sternbild Chemischer Ofen am Südsternhimmel. Sie ist schätzungsweise 298 Millionen Lichtjahre von der Milchstraße entfernt und hat einen Durchmesser von etwa 90.000 Lichtjahren.
Das Objekt wurde im Jahre 1886 vom US-amerikanischen Astronomen Ormond Stone entdeckt.